# Xiu Lijuan
Xiu Lijuan (kinesiska: 修 麗娟), född den 26 oktober 1957 i Jilin, Kina, är en kinesisk basketspelare som var med och tog OS-brons 1984 i Los Angeles.